# 塔尔郎河
塔尔郎河位于中华人民共和国新疆维吾尔自治区吐鲁番市高昌区，发源于博格达山山脊附近的冰川地带，自东北向西南流28千米后转南流，再流17千米出山口进入低山丘陵区，穿越兰新铁路，进入干旱的砾质平原区后，分散为多条支岔，水流渗入地下，潜行14千米后在312国道以南逐渐出露，汇聚于距国道6千米处的牙尔乃孜沟（又名羊奶子沟）内，经牙尔乃孜水库，水量大部分在此被引用，少量余水呈散流状散失于下游绿洲区。山口以上河长50米，流域面积473平方千米，年均径流量7728万立方米。2020年高昌区人民政府发布的《关于河道管理范围划界成果公告》，划定的塔尔郎河河道管理范围河流长度120千米。